# Warnscale Beck
Der Warnscale Beck ist ein Fluss im Lake District, Cumbria, England. Der Warnscale Beck entsteht an der Nordwestflanke des Grey Knotts und fließt in nordwestlicher Richtung bis zu seiner Mündung in den Buttermere See.
Der Warnscale Beck hat mehrere kleine Zuflüsse unter anderem vom Black Beck, der im Blackbeck Tarn entspringt.
Durch die Verbindung des Buttermere Sees mit dem Crummock Water, aus dem der River Cocker entsteht, kann der Warnscale Beck zu den Quellflüssen des River Cocker gezählt werden.